# 伝説のクイズ王決定戦
伝説のクイズ王決定戦（でんせつのクイズおうけっていせん）は2005年12月8日に任天堂から発売されたマイク同梱のクイズゲームである。

## ゲームの始め方
ディスクを本体に、メモリーカードをスロットAにセットする。

「マイクモード」の場合は、ゲームキューブマイクをスロットBにセットしないとクイズは出題されない。電源をONにして画面の指示にしたがってタイトル画面が表示されているときにSTART／PAUSEボタンを押すとメモリーカードの確認が行われ、メインメニューが表示される。初めて遊ぶ場合は、画面の指示にしたがってセーブファイルを作る。

## 初めて遊ぶ場合
「ひとりでクイズ」の「はじめから」を選ぶと、キャラクターセレクト画面になり、先ず10種類のタイプからキャラクターを選ぶ。次に名前をつけるになり決定を押すと名前が決まるが、何も入力せずに押すと自動的に名前が設定される。3つ目に得意ジャンルを選ぶが、ここで選んだジャンルが出題されやすくなる。最後にキャラクターの設定が表示されその内容がよければ、「はい」を選ぶ。

## 遊び方
毎月開催されるクイズ番組に出場し、様々な番組で優勝を重ね、クイズ王を目指す。

## ゲームの流れ
- （1）基本メニュー

キャラクターを選んで各種設定を行なうと、基本メニューになり、「番組に出場する」を選ぶ。
- （2）番組に出場する

次の画面で挑戦する番組を選び、優勝を目指す。番組に出場するごとに、1ヶ月ずつ時間が進んで、なお、ゲームを進めると出場できる番組が増える。
- （3）優勝した場合

番組で優勝すると、チケットが手に入る。また、着替えアイテムや賞品が手に入ることもある。
- （4）チャンピオン大会

チケットがあれば、チャンピオン大会に出場することができる。なお、チャンピオン大会は3ヶ月に一度開催される。
- （5）チャンピオン大会で優勝した場合

4つの番組のチャンピオン大会で優勝すると、クイズ王を決める「伝説のクイズ王決定戦」に挑戦できる。
- （6）クイズ王に挑戦

最後の勝負で「伝説のクイズ王決定戦」に参加してトーナメント戦で優勝すると、新しいクイズ王が誕生する。

## 基本メニュー
基本メニュー画面
番組の選択やデータの保存ができ、コントロールスティック・十字キーCスティックの何れかで項目を選ぶ。
番組に出場する
出場する番組を選ぶことができ、コントロールスティックまたは十字キーで選びAボタンで決定する。Cスティックでお知らせを読み進めることができる。なお、ゲームを進めると特別番組に参加できるようになる。
着替えをする
クイズ番組で優勝して手に入れた髪型や服を使って、キャラクターの外見を変えることが可能である。
トロフィー・勲章
手に入れた賞品を見ることができる。「トロフィーを見る」か「勲章を見る」を選ぶ。コントロールスティック・十字キー・Cスティックの何れかでトロフィー（勲章）を選んでAボタンを押すと、大きく表示される。なお、トロフィーや勲章がもらえる条件は様々。
ステータス
今までの記録が表示される。この画面でLトリガーボタンを押すと「得意ジャンル変更」画面になり、Rトリガーボタンを押すと「これまでの記録」画面になる。
セーブデータ
ゲームの進行状況を保存することができる。コントロールスティック・十字キーで保存するファイルを選び、Aボタンで決定する。
オプション
操作設定や振動設定、ゲームキューブマイクのテストができる。コントロールスティック・十字キー・Cスティックの何れかで項目を選んでAボタンを押し、設定を行う。
タイトルに戻る
「ひとりでクイズ」を終了して、タイトル画面に戻る。

## 番組

### 「IQマニアックス」
MCはジャッジメント江戸川。
ルール
20問のクイズで正解数を競う。制限時間は1問につき15秒。答えないまま時間切れになると不正解となる。
遊び方
問題が出題されると同時にマイクナビが表示され、答えがわかったら、ゲームキューブマイクのボタンを押したまま声にだして答え、答え終わったらボタンを離す。正解か不正解の判定が表示され、次の問題に移る。わからない問題はBボタンでスキップする。

### クイズDEビンゴ
MCはガラポン江戸川。
ルール
早押し形式のクイズ。最初に真ん中のフリースポットに穴が空いてからクイズがスタート。クイズの正解者は、ビンゴマシンで穴を1つ開ける。縦、横、斜めの何れかで1ラインに穴が開くとビンゴ達成。クイズに答えなかった場合でも、正解者が出した番号と同じ数字が自分のカードにあれば、穴が開く。不正解の場合、その問題ではビンゴカードに穴が開かない。
遊び方
答えがわかったら、Aボタンを押して解答権を得る。その後、マイクナビが表示されたら答えを言う。正解するとビンゴマシンが動きだし、Aボタンで止めると穴が開く番号が決まる。「みんなでクイズ」時、なかなかリーチできないときにレスキュー問題がでることがあって、この問題は指定された解答者しか答えられず、正解するとその人のカードのみ穴が開く。

### なすりつけまSHOW
MCはゴンドラー江戸川。
ルール
30問のクイズで最終得点の多さを競う。解答するプレイヤーを指名する。最も多く指名されたプレイヤーが解答権を得る。問題に正解すると、指名数に応じた得点を獲得できる。同じ指名数の場合は、最も早い指名が有効になる。制限時間内に指名しなかった場合は「指名なし」になる。
遊び方
問題が発表されたら、制限時間内にコントローラのBボタン（1P）Aボタン（2P）、Xボタン（3P）、Yボタン（4P）の何れかを押し、解答させたい人を指名する。自分が選ばれたらゲームキューブマイクで答えを言う。
得点について
正解時に得られる得点は、指名の数によって決まる。指名数が多いほど得点がアップするので、たくさん指名されたときに正解できるかどうかが、勝負も分かれ目。不正解の場合は減点となる。
チャンスタイムについて
10問目と20問目、最後の3問はチャンスタイムとなり、正解者を指名したプレイヤーにも2倍の得点が入る。また、最後の3問は各参加者の得点が見えなくなるので点差や獲得点数が分からない仕組みになっている。（記憶を頼りに点差を計算する事は可能。）

### 逆転ルーレット
MCはベガス江戸川。
ルール
早押し形式のクイズ。1問ごとに正解者とその他の参加者がルーレットを回し、持ち点をやり取りする。なお、最初の持ち点は30000Pからスタート。クイズに不正解の場合は、次の問題の解答権はない。制限時間内に正解者が出ない場合は、次の問題に移る。何れかのプレイヤーの持ち点が0もしくは借金になった時点でクイズ終了になり、その時点で最も持ち点の多いプレイヤーが優勝。なお、何れかのプレイヤーが20000Pを割った時点で途中経過が行われ、後半戦は高額パネルが倍増する波乱な展開が待ち受ける。
遊び方
答えがわかったらAボタンを押して解答権を得る。その後マイクナビが表示されたら答えを言う。正解者はプライズルーレットを回し、それ以外のプレイヤーは支払いルーレットを回す。
ルーレット画面
クイズ正解者はプライズルーレットをAボタンで止め、基本ポイントを決める。正解者以外のプレイヤーは支払いルーレットをAボタンで止め、掛け率を決める。出た数字と正解者が出した基本ポイントを掛けたポイントが正解者に支払われる。

### 伝説のクイズ王決定戦
MCはエンペラー江戸川。
ルール
先に5問正解（2回目以降は10問正解）すると勝ちになる1対1の早押しクイズ。3問不正解になると、その場で失格となる。8人が出場するトーナメント戦で優勝するとクイズ王になる。なお、この番組のみ特別番組は存在しない。
遊び方
答えがわかったらAボタンを押して解答権を得る。その後、マイクナビが表示されたら答えを言う。
もう一度4つのチャンピオン大会で優勝して「伝説のクイズ王決定戦」に出場すると、そこには思わぬ敵が待っているかも。

## 特別番組
季節ごとに様々な特番がある、挑戦するとちょっと良い賞品がゲットできる。

『IQマニアックス』では「クイズマラソン」で制限時間以内に何問正解できるかを競えたり、「コンボ大会」では不正解になるまで答えられる。『クイズDEビンゴ』は「ダブルアップ大会」で2問以上連続正解すると、1度の正解で穴が2つ開いたり、「1回休み大会」では逆転ルーレット同様に次の問題に答えられなくなる。『なすりつけまSHOW』では「夏休み大会」で子供向けジャンルのなかから易しい問題が出たり、「他力本願バトル」では自分自身の指名が出来ないため、必ず他プレイヤーに指名しなければならない。「虫食いクイズ」は指名時間の段階では問題文は途中で途切れ、解答権得た後に全文表示される。『逆転ルーレット』では「ハイオッズ大会」でプライズルーレットの出目が高額（1000Pは出ず、2000Pから）になったり、「台風上陸スペシャル」ではスルーと支払いが出ない等、波乱が予想される。これら以外にも各番組ごとにジャンルスペシャルと題し、当該ジャンルしか出題されないスペシャル番組も存在する。また、番組改編期（3月、6月、9月、12月）は通常ルールと同じでチャンピオン大会が開催される。

## 対戦モード
プレイヤーセレクト
対戦に参加するプレイヤーとコンピューターの数を設定する。コントロールスティック・十字キー・Cスティックで「PLAYER」を選び、Aボタンで決定する。
キャラクターセレクト
使うキャラクターはコントロールスティック・十字キー・Cスティックで選び、Aボタンで決定する。なお、ほかのプレイヤーと同じキャラクターを選ぶ事はできない。コンピューターの強さを選ぶ時は「よわい」「ふつう」「つよい」から選びAボタンで決定する。
出題ジャンルセレクト
出題ジャンルのON／OFFを設定して、「OFF」にしたジャンルは出題されなくなる。
ルール難易度
クイズの難易度を選ぶ時はコントロールスティック・十字キー・Cスティックで「かんたん」「ふつう」「むずかしい」から選び、Aボタンで決定する。
クイズセレクト
最後に、どの番組で遊ぶか選ぶ。なお、「ひとりでクイズ」の進行状況によっては、特番を選ぶときもできる。